# Data mapper
Na engenharia de software, o padrão de mapeamento de dados (Data Mapper) é um padrão arquitetural. Foi nomeado por Martin Fowler em seu livro de 2003 Patterns of Enterprise Application Architecture.   
A interface de um objeto em conformidade com esse padrão incluiria funções como Criar, Ler, Atualizar e Excluir, que operam em objetos que representam tipos de entidade de domínio em um armazenamento de dados.  
Um Mapeador de Dados é uma Camada de Acesso a Dados que executa a transferência bidirecional de dados entre um armazenamento de dados persistente (geralmente um banco de dados relacional) e uma representação de dados na memória (a camada de domínio). O objetivo do padrão é manter a representação na memória e o armazenamento de dados persistente independentes uns dos outros e do próprio mapeador de dados. A camada é composta por um ou mais mapeadores (ou Data Access Objects), realizando a transferência de dados. As implementações do Mapeador variam no escopo. Os mapeadores genéricos manipularão muitos tipos diferentes de entidade de domínio, os mapeadores dedicados manipularão um ou alguns.  
1. ↑  1. Fowler, Martin (2003). Patterns of enterprise application architecture. Addison-Wesley. ISBN 978-0-321-12742-6.